# Adult Swim
Adult Swim（標誌設計寫作[adult swim]）是以成人觀眾為主要對象的美國電視頻道，主要播映動畫，當中包括美國成人喜劇動畫，例如《蓋酷家庭》和《山丘之王》），以及聯播節目等。播放的内容一般不會大幅刪剪。
Adult Swim和卡通頻道在美國共用兩個頻道：卡通頻道美東、卡通頻道美西。和Adult Swim不一樣，卡通頻道在白天只會播映以未成年人為對象的動畫。Adult Swim同時在澳洲等國家播映。

## 历史
Adult Swim 于2001年9月2日作为卡通频道的衍生作品开播，最开始播放的节目为《Home Movies》。频道的名称来自于在美国公用泳池慣用語，當地泳池會限制时段禁止儿童使用，这段时间被称为「Adult swim」。2005年3月28日，总部位于亚特兰大的透納廣播公司将Adult Swim从卡通频道分离出去，从而使尼尔森媒体研究（Nielsen Media Research）能够将两者作为不同频道来评级。
Adult Swim最初只在周日的一段时间首播（晚上10：00至星期一凌晨1：00，美国东部时间/太平洋时间），并在周四重播。如今该频道播出时间于2018年10月1日起为周一至周日每天晚间9：00至早上6：00（美国东部时间/太平洋时间）。
该频道的节目由曾经创作过 Toonami及Miguzi的Williams Street工作室制作。